# Kazahsztán zászlaja
Kazahsztán zászlaja az ország egyik nemzeti jelképe. A kék a türk népek közös színe. Itt a végtelen égre utal, amely az emberek jólétét, nyugalmát, békéjét és egységét őrzi. A nap és az arany színű sas a szabadságszeretetre illetve a kazahok magasröptű gondolataira és magasztos eszményeire utal. A rúdrész bal oldalán jellegzetes népi díszítőmotívum látható.